# Reprezentacja Liechtensteinu w piłce nożnej mężczyzn
Reprezentacja Liechtensteinu w piłce nożnej jest reprezentacją narodową Księstwa Liechtenstein uprawnioną do reprezentowania tego państwa w rozgrywkach piłkarskich organizowanych przez FIFA i UEFA. Z uwagi na niewielką liczbę ludności tego kraju od reprezentacji nie oczekuje się wielkich sukcesów i każdy remis z inną reprezentacją narodową jest traktowany jak wielkie osiągnięcie. Reprezentacja nie ma żadnych osiągnięć międzynarodowych. Jest to jedyna kadra, która przegrała mecz z drużyną narodową San Marino. Miało to miejsce trzykrotnie; 28 kwietnia 2004 (1:0), 5 września 2024 (1:0) oraz 18 listopada 2024 (1:3).

## Eliminacje doMistrzostw Świata w Piłce Nożnej 2014

### Grupa G
| Lp. | Drużyna              | M  | Mecze | Mecze | Mecze | Bramki | Bramki | Bramki | Pkt |
| Lp. | Drużyna              | M  | W     | R     | P     | +      | −      | +/−    | Pkt |
| --- | -------------------- | -- | ----- | ----- | ----- | ------ | ------ | ------ | --- |
| 1.  | Bośnia i Hercegowina | 10 | 8     | 1     | 1     | 30     | 6      | +24    | 25  |
| 2.  | Grecja               | 10 | 8     | 1     | 1     | 12     | 4      | +8     | 25  |
| 3.  | Słowacja             | 10 | 3     | 4     | 3     | 11     | 10     | +1     | 13  |
| 4.  | Litwa                | 10 | 3     | 2     | 5     | 9      | 11     | −2     | 11  |
| 5.  | Łotwa                | 10 | 2     | 2     | 6     | 10     | 20     | −10    | 8   |
| 6.  | Liechtenstein        | 10 | 0     | 2     | 8     | 4      | 25     | −21    | 2   |

|                      | Grecja | Słowacja | Bośnia i Hercegowina | Litwa | Łotwa | Liechtenstein |
| -------------------- | ------ | -------- | -------------------- | ----- | ----- | ------------- |
| Grecja               | X      | 1:0      | 0:0                  | 2:0   | 1:0   | 2:0           |
| Słowacja             | 0:1    | X        | 1:2                  | 1:1   | 2:1   | 2:0           |
| Bośnia i Hercegowina | 3:1    | 0:1      | X                    | 3:0   | 4:1   | 4:1           |
| Litwa                | 0:1    | 1:1      | 0:1                  | X     | 2:1   | 2:0           |
| Łotwa                | 1:2    | 2:2      | 0:5                  | 2:0   | X     | 2:0           |
| Liechtenstein        | 0:1    | 1:1      | 1:8                  | 0:2   | 1:1   | X             |

## Eliminacje doMistrzostw Europy w Piłce Nożnej 2016

### Grupa G
| Zespół        | Pkt | M  | W | R | P | Br+ | Br− | +/− |
| ------------- | --- | -- | - | - | - | --- | --- | --- |
| Austria       | 28  | 10 | 9 | 1 | 0 | 22  | 5   | +17 |
| Rosja         | 20  | 10 | 6 | 2 | 2 | 21  | 5   | +16 |
| Szwecja       | 18  | 10 | 5 | 3 | 2 | 15  | 9   | +6  |
| Czarnogóra    | 11  | 10 | 3 | 2 | 5 | 10  | 13  | -3  |
| Liechtenstein | 5   | 10 | 1 | 2 | 7 | 2   | 26  | −24 |
| Mołdawia      | 2   | 10 | 0 | 2 | 8 | 4   | 16  | −12 |

|               | Austria | Szwecja | Rosja | Czarnogóra | Liechtenstein | Mołdawia |
| ------------- | ------- | ------- | ----- | ---------- | ------------- | -------- |
| Austria       | X       | 1:1     | 1:0   | 1:0        | 3:0           | 1:0      |
| Szwecja       | 1:4     | X       | 1:1   | 3:1        | 2:0           | 2:0      |
| Rosja         | 0:1     | 1:0     | X     | 2:0        | 4:0           | 1:1      |
| Czarnogóra    | 2:3     | 1:1     | 0:3   | X          | 2:0           | 2:0      |
| Liechtenstein | 0:5     | 0:2     | 0:7   | 0:0        | X             | 1:1      |
| Mołdawia      | 1:2     | 0:2     | 1:2   | 0:2        | 0:1           | X        |

## Eliminacje doMistrzostw Świata w Piłce Nożnej 2018

### Grupa G
| Zespół             | Pkt | M  | W | R | P  | Br+ | Br− | +/− |
| ------------------ | --- | -- | - | - | -- | --- | --- | --- |
| Hiszpania          | 28  | 10 | 9 | 1 | 0  | 36  | 3   | +33 |
| Włochy             | 23  | 10 | 7 | 2 | 1  | 21  | 8   | +13 |
| Albania            | 13  | 10 | 4 | 1 | 5  | 10  | 13  | -3  |
| Izrael             | 12  | 10 | 4 | 0 | 6  | 10  | 15  | -5  |
| Macedonia Północna | 11  | 10 | 3 | 2 | 5  | 15  | 15  | 0   |
| Liechtenstein      | 0   | 10 | 0 | 0 | 10 | 1   | 39  | -38 |

|                    | Albania | Hiszpania | Włochy | Izrael | Macedonia Północna | Liechtenstein |
| ------------------ | ------- | --------- | ------ | ------ | ------------------ | ------------- |
| Albania            | X       | 0:2       | 0:1    | 0:3    | 2:1                | 2:0           |
| Hiszpania          | 3:0     | X         | 3:0    | 4:1    | 4:0                | 8:0           |
| Włochy             | 2:0     | 1:1       | X      | 1:0    | 1:1                | 5:0           |
| Izrael             | 0:3     | 0:1       | 1:3    | X      | 0:1                | 2:1           |
| Macedonia Północna | 1:1     | 1:2       | 2:3    | 1:2    | X                  | 4:0           |
| Liechtenstein      | 0:2     | 0:8       | 0:4    | 0:1    | 0:3                | X             |

## Eliminacje do Mistrzostw Europy w Piłce Nożnej 2020

### Grupa J
| Zespół               | Pkt | M  | W  | R | P | Br+ | Br− | +/− |
| -------------------- | --- | -- | -- | - | - | --- | --- | --- |
| Włochy               | 30  | 10 | 10 | 0 | 0 | 37  | 4   | +33 |
| Finlandia            | 18  | 10 | 6  | 0 | 4 | 16  | 10  | +6  |
| Grecja               | 14  | 10 | 4  | 2 | 4 | 12  | 14  | -2  |
| Bośnia i Hercegowina | 13  | 10 | 4  | 1 | 5 | 20  | 17  | +3  |
| Armenia              | 10  | 10 | 3  | 1 | 6 | 14  | 25  | -11 |
| Liechtenstein        | 2   | 10 | 0  | 2 | 8 | 2   | 31  | -29 |

|                      | Włochy | Bośnia i Hercegowina | Finlandia | Grecja | Armenia | Liechtenstein |
| -------------------- | ------ | -------------------- | --------- | ------ | ------- | ------------- |
| Włochy               | X      | 2:1                  | 2:0       | 2:0    | 9:1     | 6:0           |
| Bośnia i Hercegowina | 0:3    | X                    | 4:1       | 2:2    | 2:1     | 5:0           |
| Finlandia            | 1:2    | 2:0                  | X         | 1:0    | 3:0     | 3:0           |
| Grecja               | 0:3    | 2:1                  | 2:1       | X      | 2:3     | 1:1           |
| Armenia              | 1:3    | 4:2                  | 0:2       | 0:1    | X       | 3:0           |
| Liechtenstein        | 0:5    | 0:3                  | 0:2       | 0:2    | 1:1     | X             |

## Historia
Piłkarski związek Liechtensteinu Liechtensteiner Fussballverband został przyjęty do FIFA i UEFA w roku 1974, ale dopiero w roku 1982 odbył się oficjalny pierwszy mecz międzypaństwowy z udziałem reprezentacji tego kraju. W początkowym okresie drużyna Liechtensteinu rozgrywała jedynie spotkania towarzyskie z innymi reprezentacjami narodowymi albo drużynami klubowymi. W 1994 roku miał miejsce jej pierwszy mecz w eliminacjach Mistrzostw Europy. Dwa lata po tym wydarzeniu zadebiutowała w eliminacjach Mistrzostw Świata.
Drużynie Liechtensteinu nigdy nie udało się zakwalifikować do seniorskich finałów Mistrzostw Europy lub Mistrzostw Świata. Najwyższe zwycięstwo zanotowała 13 października 2004 pokonując Luksemburg 4:0, zaś za największy sukces uważany jest remis 2:2 z Portugalią. Oba te mecze miały miejsce w eliminacjach Mistrzostw Świata 2006.
Większość piłkarzy występujących w reprezentacji Liechtensteinu gra w niższych ligach w Szwajcarii. Wszystkie tamtejsze kluby uczestniczą w rozgrywkach ligowych w tym kraju, ponieważ w Liechtensteinie nie ma ligi a jedynie rozgrywanie są zawody o puchar kraju.
Liechtenstein brał udział dwukrotnie w juniorskich finałach Mistrzostw Europy. Reprezentacja Liechtensteinu zakwalifikowała się do Mistrzostw Europy U-16 1998 w Szkocji eliminując w kwalifikacjach drużyny Azerbejdżanu i Bułgarii. W finałach przegrała jednak wszystkie mecze fazy grupowej z Norwegią, Portugalią i Włochami. W roku 2003 Liechtenstein był gospodarzem Mistrzostw Europy U-19 dzięki czemu miał zapewniony start w tym turnieju bez kwalifikacji. Również wtedy przegrał wszystkie mecze rundy grupowej, z tymi samymi rywalami, a więc Portugalią, Norwegią i Włochami. Liechtenstein był również gospodarzem Mistrzostw Europy U-17 2010, ale na kilka miesięcy przed tym turniejem wycofał swoją drużynę z racji trudnej sytuacji kadrowej spowodowanej brakiem możliwości występu kilku zawodników.
Na przestrzeni lat piłkarską kadrę Liechtensteinu prowadziło trzech obywateli tego kraju: Hans Müntener (1982), Pius Fischer (1984), oraz dwukrotnie Erich Bürzle (1990, 1998), dwóch Niemców: Dietrich Weise (1991-1996) i Ralf Loose (1998-2003), trzech Szwajcarów: Martin Andermatt (2004-2006), Urs Meier (2006), i Hans-Peter Zaugg (2007-2012), oraz dwóch Austriaków: Alfred Riedl (1997-1998), i Walter Hörmann (2003-2004). Obecnie szkoleniowcem reprezentacji Liechtensteinu jest kolejny, trzeci już Austriak na tym stanowisku Rene Pauritsch. Natomiast 8 września 2023 padał jedna z najpiękniejszych bramek Eliminacji do Euro 2024. Sandro Wolfinger strzelił z woleja zza pola karnego. Bardziej imponuje to ze Sandro Wolfinger to obrońca.

## Udział wMistrzostwach Świata
- 1930 – 1994 – Nie brał udziału
- 1998 – 2022 – Nie zakwalifikował się

## Udział wMistrzostwach Europy
- 1960 – 1992 – Nie brał udziału
- 1996 – 2024 – Nie zakwalifikował się

## Rekordziści
Kolorem niebieskim zaznaczono wciąż aktywnych piłkarzy
| #  | Nazwisko          | Lata gry w kadrze | Mecze | Bramki |
| -- | ----------------- | ----------------- | ----- | ------ |
| 1  | Mario Frick       | 1993-             | 108   | 16     |
| 2  | Martin Stocklasa  | 1996-             | 106   | 5      |
| 3  | Peter Jehle       | 1998-             | 98    | 0      |
| 4  | Thomas Beck       | 1998-             | 89    | 5      |
| 5  | Daniel Hasler     | 1993-             | 79    | 1      |
| 6  | Franz Burgmeier   | 2001-             | 77    | 7      |
| 7  | Martin Telser     | 1996-2007         | 73    | 1      |
| 8  | Ronny Büchel      | 1998              | 72    | 0      |
| 9  | Michael Stocklasa | 1998-             | 71    | 2      |
| 10 | Fabio D’Elia      | 2001-             | 50    | 1      |

| # | Nazwisko          | Lata gry w kadrze | Bramki | Mecze |
| - | ----------------- | ----------------- | ------ | ----- |
| 1 | Mario Frick       | 1993-             | 16     | 108   |
| 2 | Franz Burgmeier   | 2001-             | 7      | 77    |
| 3 | Martin Stocklasa  | 1996-             | 5      | 106   |
| 3 | Thomas Beck       | 1998-             | 5      | 89    |
| 5 | Michele Polverino | 2007-             | 3      | 33    |
| 6 | Michael Stocklasa | 1998-             | 2      | 71    |
| 6 | Benjamin Fischer  | 2005-             | 2      | 23    |
| 8 | Donath Marxer     | 1982-1990         | 1      | 3     |
| 8 | Harry Zech        | 1991-2003         | 1      | 40    |
| 8 | Daniel Hasler     | 1993-             | 1      | 78    |
| 8 | Martin Telser     | 1996-2007         | 1      | 73    |
| 8 | Franz Schädler    | 1996-1997         | 1      | 10    |
| 8 | Fabio D’Elia      | 2001-             | 1      | 50    |
| 8 | Raphael Rohrer    | 2003-             | 1      | 44    |
| 8 | Roger Beck        | 2003-             | 1      | 43    |
| 8 | Marco Ritzberger  | 2004-             | 1      | 35    |
| 8 | Martin Büchel     | 2004-             | 1      | 39    |
| 8 | Philippe Erne     | 2009-             | 1      | 8     |
| 8 | Marco Pérez       | 1996              | 1      | 1     |

## Trenerzy
Zaktualizowano 22 marca 2013 r.:
- Hans Müntener, marzec 1982 – czerwiec 1982;
- Pius Fischer, czerwiec 1984;
- Erich Bürzle, maj 1990;
- Dietrich Weise, październik 1990 – grudzień 1996;
- Alfred Riedl, styczeń 1997 – maj 1998;
- Erich Bürzle, czerwiec 1998;
- Ralf Loose, lipiec 1998 – lipiec 2003;
- Walter Hörmann, lipiec 2003 – luty 2004;
- Martin Andermatt, marzec 2004 – październik 2006;
- Urs Meier, listopad 2006 – grudzień 2006;
- Hans-Peter Zaugg, styczeń 2007 – październik 2012;
- Rene Pauritsch, styczeń 2013 - grudzień 2018
- Helgi Kolviðsson, grudzień 2018 - grudzień 2020[8].